# Butters Nagyon Saját Epizódja
A Butters Nagyon Saját Epizódja (Butters' Very Own Episode) a South Park című rajzfilmsorozat 79. része (az 5. évad 14. epizódja). Elsőként 2001. december 12-én sugározták az Egyesült Államokban.
Az rendhagyó módon Butters Stotch alakjára összpontosít, a sorozat valódi főszereplői csupán rövid időre tűnnek fel. A Butters Nagyon Saját Epizódja fordulópont a South Park történetében: Kenny McCormick előző részben történő „végleges” halála után megüresedett egy hely a szereplők között, melyet ezután Butters töltött be, egészen a Káosz Professzor című epizóddal bezárólag. Habár Kenny a hatodik évad végén visszatér, Butters legalább olyan fontos és gyakran szerepeltetett karakter maradt, mint Kenny. Az epizódban mellékszereplőként feltűnik O. J. Simpson, Gary Condit képviselő és a Ramsey házaspár (Patsy és John Ramsey) (akik mindannyian valamilyen gyilkosság kapcsán gyanúsítottként kerültek a média kereszttüzébe), és utalás történik a Predator nevű lényre is.

## Cselekmény
|  | Alább a cselekmény részletei következnek! |

Butters izgatott, mert közeleg szülei házassági évfordulója és a család egy étteremben fogja megünnepelni az eseményt. Pár nappal az évforduló előtt Butterst anyja, Linda megkéri arra, hogy nyomozza ki, mit kap ajándékba férjétől. Butters – anélkül, hogy értené, mit lát – szemtanúja lesz, amint apja meglátogat egy melegeknek fenntartott mozit, majd egy gőzfürdőt, ahol más férfiakkal alkalmi szexuális kapcsolatot létesít. A látottakat vidáman közli anyjával és még fényképeket is bemutat neki, aki ettől teljesen elveszti a fejét. Butters másnap is követi apját, akit a gőzfürdőben önkielégítés közben kap rajta. Mr. Stotch arra kéri fiát, hallgassa el, amit látott, de késő: Butters már mindent elmondott az anyjának.
Mrs. Stotch (aki öngyilkos akar lenni) kocsikázni viszi Butterst, majd az autóval egy folyóba hajt, ezután hazatér, hogy felakassza magát. Butters azt hiszi, az autó véletlenül gurult a vízbe, ezért amikor a jármű zátonyra fut, gyalog indul el hazafelé, hogy le ne késse az évfordulót. Mr. Stotch beismeri Lindának, hogy az interneten meleg oldalakat nézegetett és csupán a kíváncsiság hajtotta, de hajlandó megváltozni. Amikor megtudja, hogy Butters „halott”, a kétségbeesett Stotchék közösen azt a mesét találják ki, hogy fiukat egy ismeretlen „Puerto Ricó-i” férfi vitte el.
Ahogy az ügy napvilágot lát és a médiában is megjelenik, Stotchékat egy olyan klub fogadja tagjaivá, akiknek szeretteit szintén „valami Puerto Ricó-i férfi” rabolta el; a klub tagja O. J. Simpson, Gary Condit szenátor és a Ramsey házaspár. Butters egy viszontagságos utazás végén (amely során az erdőben egy Predatorral is találkozott) épségben hazatér, de szülei egyből azon kezdenek veszekedni, milyen kitalált történettel adják be a médiának fiuk váratlan előkerülését. Butters leszidja őket, amiért folyamatosan hazudoznak, és ráadásul őt is erre biztatják. Mr. Stotch nyilvánosság előtt bevallja a teljes igazságot, kemény szavakkal illetve a hazug és gyilkos embereket (miközben a kamera Simpson, Condit és Ramsey-ék mosolygó arcát mutatja), ezután elviszi családját az étterembe.